# سهم الماء كبير البذور
سهمية كبيرة البذور (الاسم العلمي:Sagittaria macrocarpa) هي نوع من النباتات تتبع جنس السهمية من الفصيلة المزمارية.